# Alex Costa dos Santos
Alex Costa dos Santos (* 29. Januar 1989 in Salvador (Bahia), Brasilien) ist ein brasilianischer Fußballspieler. Der Rechtsverteidiger ist vereinslos.

## Karriere
Alex Costa begann seine Profi-Karriere als Abwehrspieler 2006 in Bulgarien bei Lokomotive Plowdiw. Mit Jahresbeginn 2008 wechselte er in die U19-Mannschaft des italienischen Vereins AC Florenz. Zum 1. Juli 2009 unterschrieb er einen Vertrag beim KAS Eupen in Belgien. Schließlich wechselte er zum 1. August 2011 innerhalb Belgiens zum RFC Seraing. Später (ab der Saison 2012/13) war er zunächst vereinslos.
Im Mai 2013 ging Alex Costa zurück in sein Geburtsland Brasilien und spielte nach Zwischenstationen bei Roma-PR und Operário-PR beim Futebol Clube Cascavel (Sommer 2014 bis zum Januar 2016). Es folgte eine weitere Phase der Vereinslosigkeit, bevor er von Februar 2020 bis Januar 2021 für den Rio Branco Football Club spielte. Seitdem gehört Alex Costa dos Santos keinem Verein an.